# Mahmoud Khamees
Mahmoud Khamees Al Hammadi est un footballeur émirati né le 28 octobre 1987. Il évolue au poste d'arrière gauche.

## Palmarès
- Al-Wahda Club
  - Cinquième de la Coupe du monde de football des clubs 2010